# 이페

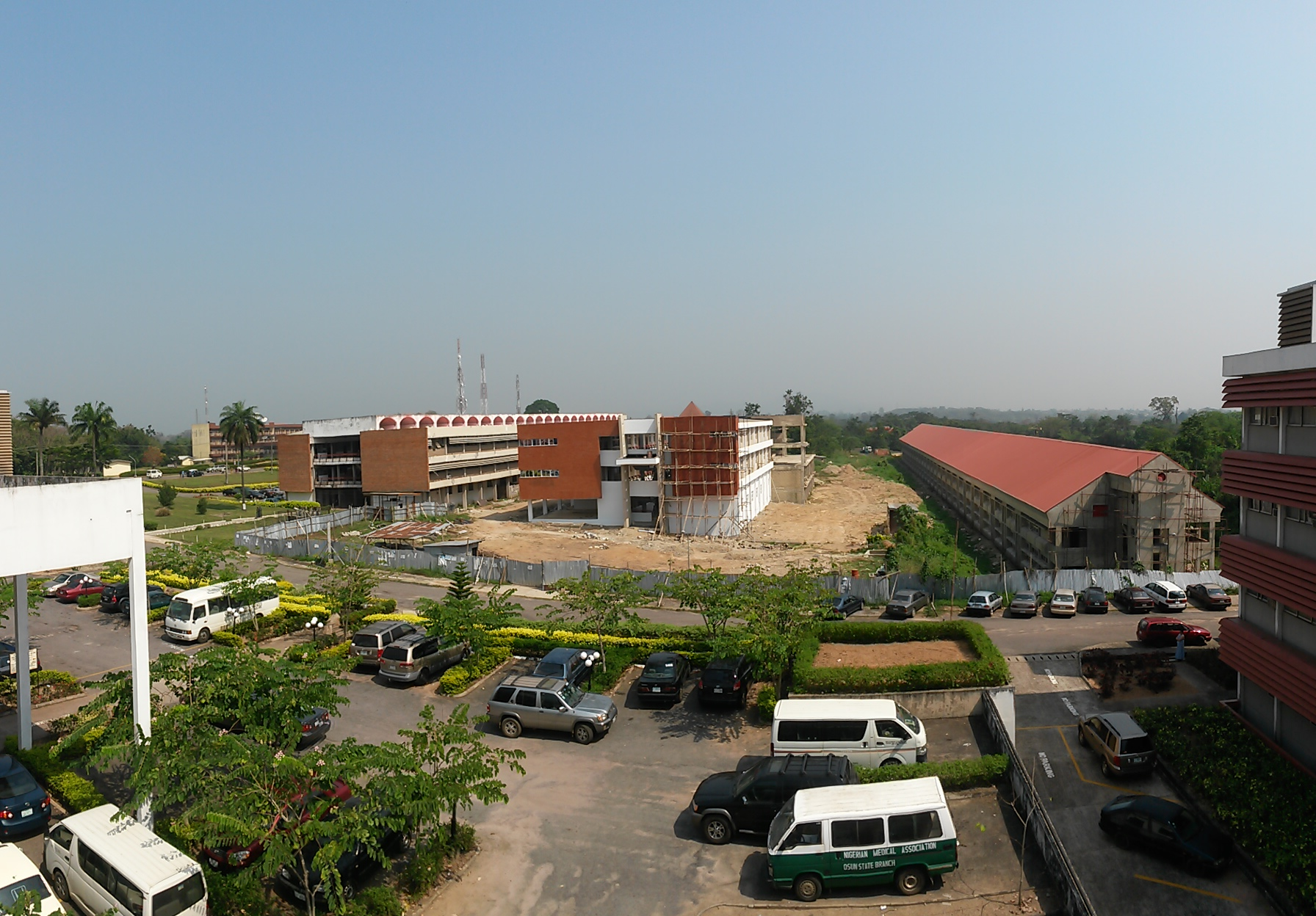

이페(Ife, 요루바어: Ifè) 또는 일레이페(Ilé-Ifẹ)는 나이지리아 남서부에 위치한 오순주의 도시로, 라고스에서 북동쪽으로 218km 정도 떨어진 곳에 위치한다. 얌과 카사바, 카카오, 밀, 담배가 생산되지만 목화도 재배된다.
나이지리아에서 역사가 깊은 도시 가운데 한 곳이며 8세기경에 건설된 도시와 오바 궁전이 남아 있다. 특히 오바 궁전은 요루바족이 자신들의 신앙으로 믿고 있는 여러 신들을 모셔두고 있으며 기도하는 곳도 따로 갖추고 있다.